# Жебраки (картина Брейгеля)
«Жебраки» (нід. De kreupelen) — картина фламандського художника Пітера Брейгеля Старшого, написана у 1568 році олією по дереву. Знаходиться у паризькому Луврі.

## Опис
Брейгель захоплювався тератологію (наукою про вроджені вади розвитку). На цій картині, створеній у 1568 році, зображено п'ятьох жебраків з милицями і деформованими обличчями у сонячному дворі лікарні з червоної цегли. Вони вбрані у гротескні костюми, на які повішені лисячі хвости. Схоже, вони збираються розійтися у різні боки, щоб жебракувати, як і жінка на задньому плані, яка тримає чашу для милостині.
Картина датується періодом завершення кар'єри Брейгеля, коли він виявив жвавий інтерес до світу природи. Крихітний пейзаж, видимий через просвіт між стінами, купається у тонкому світлі, який кипить, як роса на листі.
На звороті картини два написи, які датуються 16 століттям. Одна — фламандською мовою: «Каліка, будь сильний, і хай твої справи досягнуть успіху»; інша — латинською і висловлює захоплення, яке деякі гуманісти відчували до Брейгеля, чиє «мистецтво перевершує саму Природу».

## Інтерпретація
Висувалося безліч гіпотез, щоб інтерпретувати картину. Особливо це стосувалося питання про те, що символізують лисячі хвости, які звисають з одягу жебраків. Сцена може бути натяком на голландське свято Коппермаандаг (нід. Koppermaandag), день свята жебраків, який проводився щорічно у понеділок після Богоявлення, коли жебраки співали, просячи милостиню на вулицях. Композиція також може бути прикладом карнавальної традиції зображення перевернутого світу. Дійсно, у цьому випадку робота була б сатиричної пародією з жебраками, що представляють різні верстви суспільства, які уособлюють їхні головні убори: картонна корона для короля, ківер для армії, берет для буржуазії, кашкет для селянства і митра єпископа для церкви.
Передбачається також, що картина містить алюзію на політичну ситуацію того часу і повстання жебраків проти іспанської окупації. У 1566 році кальвіністські лорди намагалися згуртувати дрібне дворянство і верхівки буржуазії, щоб сформувати певну національну єдність, об'єднану гаслом «Vive le gueux» («Хай живе жебрак!»). Вважається, що лисячий хвіст був символом, який вони використовували, щоб показати, що вони належали до цього руху. Таким чином, борсучі або лисячі хвости на їх одязі могли бути натяком на гезів — повстанську партію, сформовану проти уряду іспанського короля Філіпа II і його першого міністра Гранвеля. Однак подібні персонажі зустрічаються на картині Брейгеля «Бійка між Карнавалом і Постом», датованій 1559 роком, яка зберігається наразі у Музеї історії мистецтв у Відні. Картина «Жебраки» явно має сатиричне значення, яке до сьогодні не піддається інтерпретації. Можливо, фізичні недоліки повинні символізувати моральну слабкість, яка може торкнутися усіх людей незалежно від соціального класу.